# Концевой Артем Олександрович
Артем Олександрович Концевой (біл. Арцём Аляксандравіч Канцавы, нар. 26 серпня 1999, Могильов) — білоруський футболіст, який грає на позиції півзахисника в клубі БАТЕ та національній збірній Білорусі.

## Кар'єра футболіста
Артем Концевой є вихованцем клубу «Дніпро» з Могильова, і з 2017 року, після виходу команди до вищої ліги, розпочав грати за дублюючий склад клубу. У серпні 2017 року разом з низкою інших молодих гравців команди підписав повноцінний трирічний контракт із клубом. За короткий час футболіста стали залучати й до основного складу команди, й він дебютував у вищій лізі 23 жовтня 2017 року в домашньому матчі проти БАТЕ (0-2), вийшовши на заміну в другому таймі гри. Сезон 2018 року Концевой розпочав у дублі, а з літа закріпився в стартовому складі основної команди. У жовтні в 3 матчах забив 4 голи.
У лютому 2019 року, після того, як стало відомо про об'єднання «Дніпра» с мінським «Променем», Концевой поїхав на перегляд до об'єднаної команди. У березні 2019 року Артем Концевой офіційно став гравцем об'єднаної команди, яка отримала назву «Дняпро».
У серпні 2019 року футболіста віддали в оренду до угорського клубу «Мезйокйовешд». У складі угорської команди білоруський футболіст рідко з'являвся на лаві запасних, у чемпіонаті так і не дебютував, проте зіграв у 3 матчах Кубка Угорщини.
У січні 2020 року Артем Концевой став гравцем берестейського «Рух». У складі команди грав до кінця 2021 року, а на початку 2022 року його віддали в оренду до чеського клубу «Банік». Проте у складі остравської команди білоруський футболіст перебував лише півроку, і вже в другій половині 2022 року став гравцем мінського «Динамо». З початку 2023 року Артем Концевой став гравцем клубу БАТЕ.

## Виступи за збірні
14 листопада 2018 року Артем Концевой дебютував у складі молодіжної збірної Білорусі, вийшовши на заміну в матчі проти молодіжної збірної Хорватії (1-3).
2 вересня 2021 року Концевой дебютував у складі національної збірної Білорусі, вийшовши на заміну в матчі відбіркогового турніру до чемпіонату світу 2022 року проти збірної Чехії (0-1). 13 листопада 2021 року відзначився першим забитим м'ячем у складі збірної в матчі проти збірної Уельсу.